# Abés
Els abés (o Abbeys en abé, o Béssouffouè en baule) són un grup ètnic que viu al sud-est de Costa d'Ivori, a les regions d'Agneby-Tiassa i de Moronou. El seu nombre ronda entre els 170.000, segonsEthnologue (1995) i els 239.000 (segons Joshuaproject). El seu codi ètnic a Joshuaproject és NAB59k i el seu número d'ID és 10126. L'abé és la seva llengua pròpia. Són considerats un poble àkan i tenen els seus orígens a l'actual Ghana, des d'on van migrar entre els segles XVII i XVIII.

## Situació territorial i pobles veïns
El territori abé se situa als departaments d'Agboville (excepte el cantó de Krobou) i de Tiassale (en 70 vilatges del districte Abbe), a la regió d'Agneby-Tiassa, al Districte de les Llacunes i al Departament de Bongouranou, a la regió de Moronou, al districte de Lacs (Costa d'Ivori), al sud-est de Costa d'Ivori El territori abé està dividit en els següents cantons: Tchoffo, Morié, Abbey-évé i Kos.
Segons el mapa etnolingüístic de Costa d'Ivori d'Ethnologue, els abés viuen a l'est del riu Bandama i són veïns dels baules, que viuen a l'oest, dels anyin morofos que tenen al nord (i al sud), dels atiés, a l'est i dels abriés, dels adoukrous, dels abidjis i dels krobus, que viuen al sud.

## Història
Els abés tenen moltes fraccions: els abés, els abè-N'Damés, els abé-évé, els abé-krobous, els abéanous (mestissos d'agbes i abés), els abé-dides, els abidjis i els mbattos. Els abés foren els guerrers de l'ala esquerra de l'exèrcit de la reina Pokou.
Segons la seva pròpia mitologia, són els descendents dels agoues que van emigrar de l'actual Ghana cap a l'actual Costa d'Ivori.

### La revolta de 1910
Durant l'època de l'Imperi colonial francès, el gener de 1910 els abés van protagonitzar una revolta que va acabar amb la deportació de molts d'ells a les actuals República Centreafricana i República del Congo. Els abés es van revoltar degut a les injustícies que patien com ara els treballs forçat i el ser objectes d'abusos i altres atemptats contra la dignitat humana per part dels colons. Els abés foren aixafats per 1.400 tiradors senegalesos després d'haver decapitat un comandant francès anomenat Rubino.

## Llengües
La llengua pròpia dels abés és l'abé, però també parlen francès, que és llengua oficial a Costa d'Ivori. Molts també parlen attié o krobu com a segona llengua.

## Religió
El 90% dels abés són cristians i el 10% restant creuen en religions africanes tradicionals. La meitat dels abés cristians són catòlics, el 30% són protestants i el 20% pertanyen a esglésies cristianes independents.